# 无限法则
《无限法则》（英語：Ring of Elysium，简称RoE）是一款由中国腾讯游戏开发及发行的多人制大逃杀游戏。该游戏于2018年9月19日通过Steam发布Microsoft Windows平台抢先体验版。2023年9月，腾讯宣布将于2023年12月1日16:00起终止运营。

## 玩法
游戏背景设定为一个架空的虚拟现实世界。本作沿袭了大逃杀类射击游戏的玩法。每一局游戏最多允许有60名玩家参与，且在这个大型竞赛中争取生存至最后并登上救援直升机。可以选择第一人称视角、第三人称视角，和每队人数不同的游戏模式。而无论在哪种情况下，生存至最后的一人或团队都会赢得比赛。在每局比赛开始前，玩家可在地图中选择着陆点及背包。着陆后，玩家便能搜索建筑物和其他场所，从而获取随机分布在整个地图上的武器、车辆及其他装备。其后，玩家需要选择继续保持隐藏以免被其他玩家杀死或追捕，并继续寻找更多装备，或者追捕及杀死其他玩家且抢走他们的装备。
在比赛开始后的每隔数分钟，地图上可游玩的安全区域会向着一个随机位置缩小，而任何身处在安全区域外的玩家便会随着时间的推移受到伤害，直至死亡而淘汰。安全区域缩窄能迫使玩家在更狭窄的区域内进行游戏，并增加与其他幸存玩家相遇的机会。但与《绝地求生》等大逃杀游戏不同的是，《无限法则》的安全区域为不规则形状，且并未安排类似轰炸区的机制。另外，游戏中提供了物理破坏机制，游戏中的射击、爆炸、载具撞击等战斗方式能够动态地改变战斗环境。
在每局比赛完结后，玩家能基于他们在比赛中的生存时间及伤害和杀死敌对玩家的数目，获得相应的“信用点”（游戏货币），而这些“信用点”能购买适用于改变人物外表的道具。
游戏分为三种模式：人机模式、真人模式和自定义模式，但目前只开放了真人模式（即全部为真人玩家进行对决）以及自定义模式。

## 发行
本作采取游戏免费、道具收费的方式，玩家可付费购买枪械皮肤等道具。游戏于2017年开始进行封测，2018年9月20日12:00（北京时间）开启亚洲及北美服务器。另外，虽然该游戏由中国的腾讯开发，但该游戏并未在中国大陆首发，也未登陆腾讯WeGame平台，Steam抢先体验版甚至未提供简体中文（但可通过修改游戏本地文件的方式设置为简体中文）。